# Isin (Nigeria)
Isin è una delle sedici aree a governo locale (local government areas) in cui è suddiviso lo stato di Kwara, in Nigeria. 

Estesa su una superficie di 633 chilometri quadrati, conta una popolazione di 59.738 abitanti.